# برلمان دولة هسن الشعبية

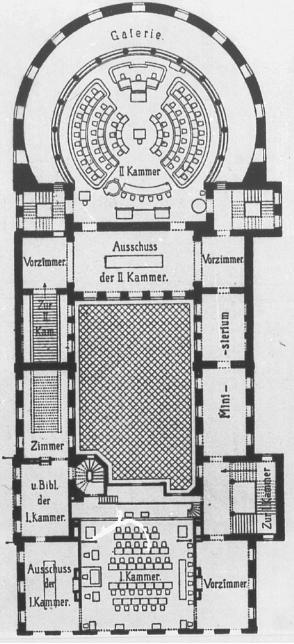
مخطط إنشائي لبيت العقارات في دارمشتادت نهاية القرن التاسع عشر

برلمان دولة هِسِّن الشعبية (بالألمانية: Landtag des Volksstaates Hessen) كان المجلس النيابي لدولة هسن الشعبية وهيئتها التشريعية أثناء حقبة جمهورية فايمار. المجلس النيابي السابق لبرلمان دولة هسن الشعبية كان يسمى مجلس مقاطعات أو عقارات دوقية هسن الكبرى والمجلس النيابي الخلف يسمى برلمان ولاية هسن (وهو البرلمان القائم حالياً في ولاية هسن).

## الأساس القانوني وتكوين البرلمان
وفقاً للمادة 17 وما بعدها من دستور دولة هسن الشعبية كان برلمان الدولة يتكون من 70 عضواً يتم انتخابهم وفقاً لنظام التمثيل النسبي لمدة 3 سنوات. ويشترط في المرشح ألا يقل عمره عن 25 سنة وفي الناخب ابتداءً من سن الـ 20  من المتمتعين بالحقوق المدنية.
كانت مهام البرلمان تتمثل في سن القوانين، المصادقة على الميزانية، إنتخاب رئيس الوزراء ("رئيس الدولة")، المصادقة على الحكومة وفي بعض الأحوال إن تطلب الأمر توجيه اللوم أو التهم للوزراء.
من خلال قانون إعادة بناء الرايخ الصادر في 30 يناير 1934 تم حل البرلمان.

## مقر البرلمان في بيت العقارات

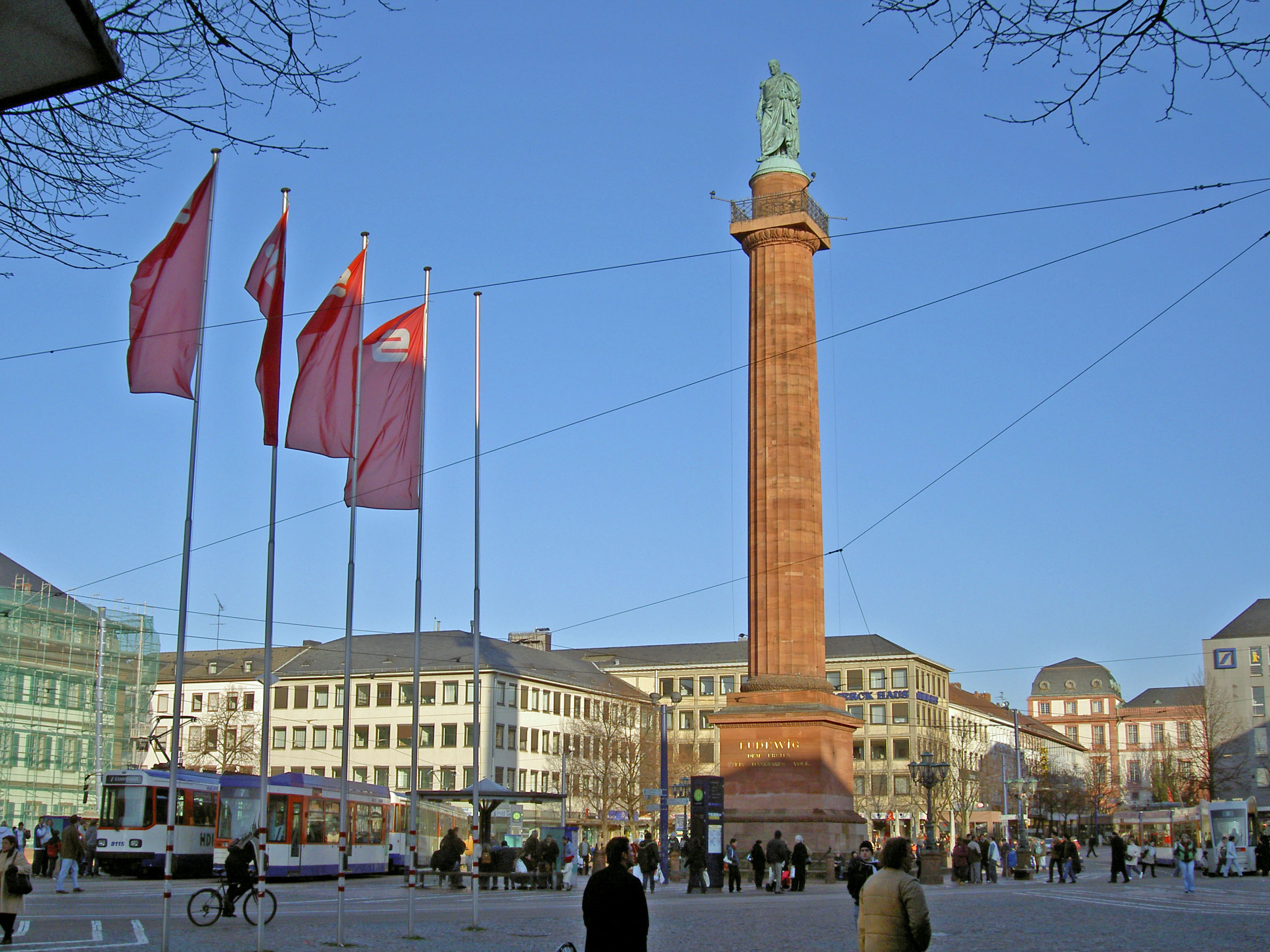
داروشتادت، ميدان لويزين اليوم

كان مقر البرلمان في بيت العقارات في ميدان لويزين في مدينة دارمشتادت.